# الحجنة (دير الزور)
الحجنة قرية سورية تتبع ناحية البصيرة في منطقة مركز دير الزور في محافظة دير الزور. بلغ عدد سكانها 2417 نسمة في عام 2004 حسب إحصاء المكتب المركزي للإحصاء.